# Oskar Böttger

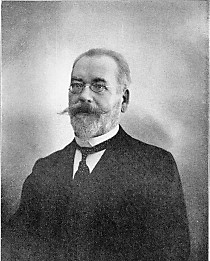
Oskar Böttger

Oskar Böttger (* 31. März 1844 in Frankfurt am Main; † 25. September 1910 ebenda) war ein deutscher Herpetologe, Paläontologe und Malakologe, der maßgeblich am Ausbau des Senckenberg-Museums zu einem der weltweit führenden Forschungszentren im Bereich der Herpetologie beteiligt war.

## Leben und Wirken
Bereits im jungen Alter entwickelte Böttger eine Faszination für die Paläontologie. 1863 begann er zunächst ein Studium an einer Frankfurter Universität, bald darauf wechselte er jedoch zur Bergakademie Freiberg in Sachsen, um Bergbauingenieur zu werden. Da er nach seiner Graduierung im Jahr 1866 wegen der angespannten politischen Situation keine Arbeit finden konnte, studierte er an der Universität Würzburg Paläontologie, wo er 1869 zum Ph.D. promoviert wurde. Anschließend arbeitete er als Lehrer, zunächst in Offenbach und schließlich in Frankfurt am Main.
1870 wurde Böttger Mitarbeiter am Senckenberg-Museum, anfangs als Paläontologe und ab 1875 in der herpetologischen Abteilung, wo er zunächst ehrenamtlich arbeitete. 1876 wurde er Kurator. Im selben Jahr wurde er zum Mitglied der Leopoldina gewählt. Bis 1894 führte er jedoch seine Forschungsarbeit von seiner Wohnung aus durch, da er aufgrund einer bei ihm diagnostizierten Agoraphobie das Museum nicht mehr betreten konnte. Schließlich gelang es einem Verwandten, den Bann zu brechen und Böttger von seiner Angststörung zu befreien, woraufhin er seine Tätigkeiten als Lehrer und Kurator wieder aufnahm und letztendlich Expeditionen nach Übersee unternahm. Seine produktivste Phase hatte er jedoch während seiner Isolation, als ihm Assistenten jede Probe zur Untersuchung in seine Wohnung brachten.
Die herpetologische Abteilung des Senckenberg-Museums wurde von Eduard Rüppell begründet, der für seine Expeditionen ins nordöstliche Afrika bekannt war, und dessen herpetologischer Katalog im Jahr 1845 370 Arten umfasste. Am Ende von Böttgers Kuratorenschaft war die Anzahl der Arten auf 1436 gestiegen, die er im „Katalog der Batrachier-Sammlung im Museum der Senckenbergischen naturforschenden Gesellschaft in Frankfurt am Main“ (1892) sowie im zweibändigen „Katalog der Reptilien-Sammlung im Museum der Senckenbergischen naturforschenden Gesellschaft in Frankfurt am Main“ (1893 und 1898) auflistete. Diese Sammlung beinhaltete eine große Anzahl von Typusexemplaren. Die meisten Neuerwerbungen, mehr als 200, erhielt Böttger über Geschäftsfreunde oder ehemalige Studenten, die die Welt bereisten und ihm Proben und Briefmarken sandten.
Böttgers Forschungsinteressen waren kosmopolitisch. Sie umfassten die Herpetofauna der Mittelmeerinseln, Südwestafrikas und des Kongogebiets, Madagaskars, Chinas, der Philippinen sowie Mittel- und Südamerikas. Er beschrieb viele neue Gattungen und Arten – ein Forschungsprogramm, das etwa mit dem von George Albert Boulenger vergleichbar war. Böttger arbeitete auf Artebene sowie auf dem Bereich der Taxonomie und veröffentlichte faunistische Kataloge für abgelegene, wenig bekannte Regionen der Welt. 1892 war Böttger Ko-Autor des herpetologischen Bandes von Brehms Tierleben.
Böttger war der Sohn des Chemikers Rudolf Christian Böttger und Onkel des Zoologen Caesar-Rudolf Böttger.

## Von Böttger beschriebene Taxa

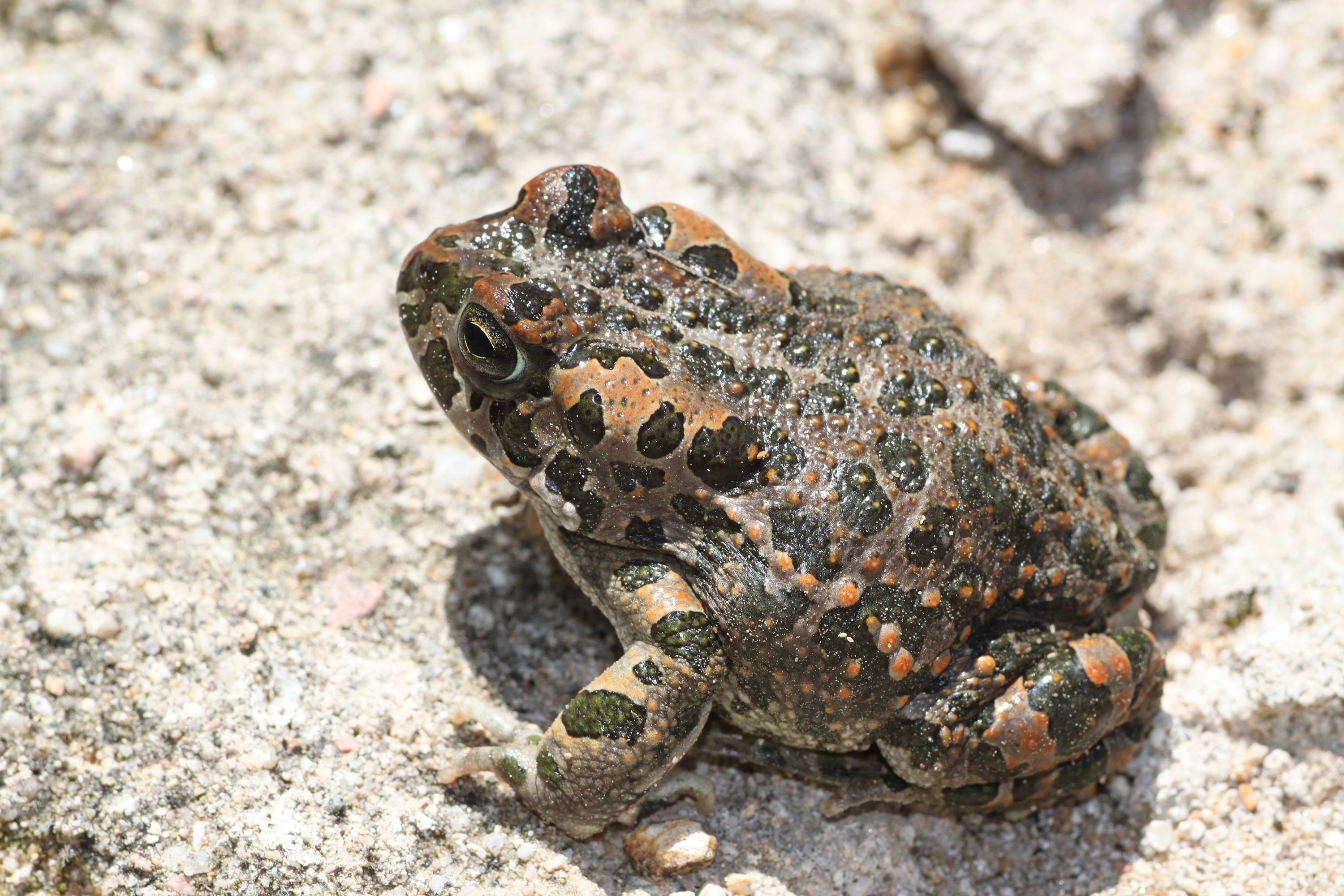
Bufotes balearicus (Böttger, 1880), aus der Umgebung von Arbatax, Sardinien

Böttger beschrieb 90 Arten von Reptilien und zahlreiche Taxa der Amphibien, z. B. die Balearen-Wechselkröte Bufotes balearicus (Böttger, 1880).
Er beschäftigte sich auch mit Weichtieren, darunter die Schneckengattungen Lampedusa und Megalophaedusa, die er 1877 als erster beschrieb, sowie mit Käfern. Seine zoologischen Belegtiere sind hauptsächlich im Senckenberg-Museum, aber auch im Nationalmuseum von Wales in Cardiff zu finden.

## Dedikationsnamen
- Anolis boettgeri, eine Echse aus der Familie Anolidae
- Atractus boettgeri, eine südamerikanische Schlangenart
- Testudo hermanni boettgeri (Unterart der Griechischen Landschildkröte)
- Xenophrys boettgeri, eine asiatische Schildkrötenart
- Calumma boettgeri, ein madagassisches Chamäleon
- Cacosternum boettgeri, ein Froschlurch
- Gestreifter Kanarengecko (Tarentola boettgeri)
- Böttgers Zwergkrallenfrosch (Hymenochirus boettgeri), ein afrikanischer Froschlurch
- Argonauta boettgeri, eine Art der Papierboote (heute als Synonym von Argonauta hians betrachtet)
- Sarcophyton boettgeri, eine Lederkoralle der Gattung Sarcophyton.
- Rena boettgeri
- Sinomicrurus japonicus boettgeri
- Phrynocephalus raddei boettgeri
- Emoia boettgeri
- Madatyplops boettgeri
- Micrelaps boettgeri
- Stenocerces boettgeri
- Trachylepis boettgeri
- Zonosaurus boettgeri

George Albert Boulenger benannte nach ihm allein vier Arten: Anolis boettgeri, Atractus boettgeri, Cacosternum boettgeri, Xenophrys boettgeri

## Schriften (Auswahl)
- Oskar Böttger: Katalog der Batrachier-Sammlung im Museum der Senckenbergischen Naturforschenden Gesellschaft in Frankfurt am Main. Gebrüder Knauer, Frankfurt am Main 1892 (Digitalisat im Internet Archive).